# Scieropepla
Scieropepla é um gênero de traça pertencente à família Oecophoridae.

## Espécies
- Scieropepla abrosella
- Scieropepla acrates
- Scieropepla argoloma
- Scieropepla byblinopa
- Scieropepla liophanes
- Scieropepla megadelpha
- Scieropepla nephelocentra
- Scieropepla nettomorpha
- Scieropepla oxyptera
- Scieropepla plotinodes
- Scieropepla polyxesta
- Scieropepla ptilosticta
- Scieropepla reversella
- Scieropepla rimata
- Scieropepla serina
- Scieropepla silvicola
- Scieropepla typhicola